# Lexikon der deutschsprachigen Literatur des Baltikums und St. Petersburgs
Das Lexikon der deutschsprachigen Literatur des Baltikums und St. Petersburgs – vom Mittelalter bis zur Gegenwart ist ein dreibändiges Lexikon, das deutschsprachige Literatur in der Region der heutigen Staaten Estland, Lettland, Litauen sowie der Region St. Petersburg erschließt. Autoren sind Carola L. Gottzmann und Petra Hörner. Es erschien 2007 beim Verlag De Gruyter, Berlin/New York. Das Lexikon steht in der Nachfolge zu dem ab 1827 erschienenen Allgemeinen Schriftsteller- und Gelehrten-Lexikon der Provinzen Livland, Esthland und Kurland von Johann Friedrich von Recke und Karl Eduard von Napiersky sowie dem 1989 publizierten Lexikon deutschbaltischer Literatur von May Redlich.

## Aufnahmekriterien
Primäres Aufnahmekriterium war die Geburt in der Region, so ist der im Alter von einem Jahr ausgesiedelte Robert Gernhardt enthalten, jedoch Paul Fleming und Johann Gottfried Herder nicht. Berücksichtigt wurde auch die „Hauptwirkungsstätte“ bei Zuwanderern. Und auch nur zeitweise im Baltikum residierende Autoren wurden aufgenommen, wenn ihnen ein nachhaltiger Einfluss auf das Baltikum attestiert wurde.

## Gliederung
- Band 1: A–G, DNB 983896682, S. 1–522
- Band 2: H–M, DNB 986252956, S. 523–943
- Band 3: N–Z, DNB 986252972, S. 945–1476